# Joann Fletcher
Pour les articles homonymes, voir Fletcher.
Joann Fletcher (née le 30 août 1966) est une égyptologue et professeur invitée au département d'archéologie de l'université d'York. Elle a publié un certain nombre de livres et d'articles académiques, notamment sur Cléopâtre, et a fait de nombreuses apparitions à la télévision et à la radio. En 2003, elle a affirmé avoir identifié la momie de la reine Néfertiti. 

## Débuts de vie et éducation
Fletcher est née le 30 août 1966 à Barnsley. Elle fait ses études au Barnsley College, durant ses années lycées et poursuit à l'établissement d'enseignement supérieur de Barnsley. Elle étudie l'histoire ancienne et l'égyptologie à l'University College de Londres, se spécialisant dans la dynastie ptolémaïque et sur Cléopâtre, et également dans les cheveux, les perruques et les formes de la parure de l’Égypte ancienne. 
Elle obtient un Bachelor of Arts en 1987. Son doctorat en philosophie (PhD) a été entrepris à l'université de Manchester. Sa thèse de doctorat portait sur les cheveux et perruques ; il était intitulé Cheveux de l'Égypte antique : une étude de style, de forme et de fonction. Son doctorat est réalisé en 1996.

## Carrière
Fletcher est actuellement professeur à titre honorifique invitée au département d'archéologie de l'université d'York et consultante égyptologue pour le musée des Arts d'Harrogate. 
Elle contribue aux nouvelles galeries égyptiennes du nouveau musée Great North Museum à Newcastle, aux galeries de la vie dans l'Égypte antique à la Collection Burrell à Glasgow, aux expositions de momification à Bolton et Burnley, et au musée de Leyde Rijksmuseum dans le cadre de leur exposition de 1994 sur les « vêtements des Pharaons ». 
Elle conçoit le premier GCSE britannique, un diplôme équivalent de l'égyptologie, au nom du gouvernement de l'enseignement en 2003, mais le programme se termine en 2008. Elle est la cofondatrice de la York University Mummy Research Group (Groupe de recherche de momies à l'université d'York), avec qui elle étudie les restes humains d'Amérique du Sud, du Yémen, d'Italie, d'Irlande, des îles Canaries, et de l'Égypte, y compris les tombes royales dans la Vallée des Rois. Elle entreprend des travaux d'excavation en Égypte, au Yémen et au Royaume-Uni, et examine les momies à la fois sur site et dans des collections à travers le monde. 
Fletcher a écrit pour le journal The Guardian et pour le site internet de la BBC History (comprenant un apport dans leur projet multimédia « Mort à Saqqarah », qui a remporté le New Media Award en 2005) et a fait de nombreuses apparitions à la télévision et à la radio. Elle était l'investigatrice principale dans la série de la chaîne History, Mummy Forensics et, plus récemment, a été impliqué dans Mummifying Alan: Egypt's Last Secret, un documentaire pour Channel 4 et Discovery Channel, qui fut l'objet d'un projet à long terme qui réécrit la compréhension actuelle de la momification. Ce documentaire a remporté en 2011 le Royal Television Society Award de la Science et de l'Histoire Naturelle et aussi le BAFTA Award pour le programme spécialiste factuelles. 
Ses publications incluent Cleopatra the Great et The Search for Nefertiti, en collaboration avec des guides, des articles de journaux et des documents académiques.

## Néfertiti
En 2003, Fletcher et une équipe scientifique multidisciplinaire de l'université d'York, incluant l'anthropologue légiste Don Brothwell, ont pris part à une expédition dans la vallée des rois en Égypte, approuvé par le Dr Zahi Hawass, chef du conseil suprême des Antiquités égyptiennes (SCA), où l'hypothèse a été avancée par Fletcher que l'une des trois momies étudiées pourrait être le corps momifié de la reine Néfertiti, les trois corps momifiés étant trouvés dans une cache de momies dans la tombe KV35 en 1898. Ceci suivit les découvertes de l'équipe de scientifiques, et l'hypothèse a été incluse dans le rapport officiel présenté à Hawass et au SCA peu de temps après l'expédition de 2003. L'expédition, résultat de douze années de recherches, a été financée par la chaîne Discovery Channel, qui a également produit un documentaire sur les résultats,
Les conclusions de Fletcher ont été rejetées par certains égyptologues, qui prétendent que la momie en question était un homme jeune de quinze ans (une théorie maintenant réfutée), et que la preuve présentée à l'appui des théories de Fletcher était insuffisante, circonstancielle, et peu concluante. L'Archéologie, une publication de l'Institut archéologique américain, a considéré que « [l']identification de la momie en question par Fletcher, en tant que Néfertiti est une bétise ». Zahi Hawass, chef du Conseil suprême des Antiquités, lui a par la suite interdit de travailler en Égypte disant que « le Dr Fletcher a enfreint les règles ». Hawass a expliqué cette action dans un article dans le journal Al-Ahram :

« Il y a plus de 300 expéditions étrangères actuellement en cours en Égypte, et elles suivent toutes les mêmes lignes directrices. Nous accordons des concessions à tout chercheur affilié à un scientifique ou à un établissement d'enseignement, et il a longtemps été accepté comme code de déontologie que toute découverte faite lors de fouilles devrait d'abord être signalée à la SCA. En allant d'abord voir la presse avec ce qui pourrait être considéré comme une grande découverte, Fletcher a brisé le lien fait par l'université d'York avec les autorités égyptiennes. Et en mettant dans les médias populaires ce qui est considéré par la plupart comme étant une théorie bancale, Fletcher a enfreint les règles et, par conséquent, au moins jusqu'à ce que nous ayons examiné la situation avec son université, elle doit être interdite de travailler en Égypte. »

Selon le journal britannique The Times, les archéologues ont « pris sa défense », et l'équipe de recherche valide ses résultats,. Les membres de l'équipe maintiennent qu'aucune règle n'a été enfreinte, le rapport officiel présenté à la SCA incluant l'hypothèse de Flectcher, décrit par d'autres comme une « découverte », et Hawass a également été informé de ce qui devait être mis en avant dans le programme de télévision avant que le documentaire soit diffusé.
Fletcher a obtenu la levée de l'interdiction de Hawass et a pu reprendre le travail dans la vallée des rois en avril 2008. Les scientifiques qui ont participé à la recherche sont confiants dans le fait que la momie KV35YL est probablement celle de la reine Néfertiti.

## Apparitions dans les médias

### Radio
- 1991 : Midweek (Cheveux égyptien et cosmétiques), BBC Radio 4 (21.02.1991)
- 1999: Midweek (Mummies), BBC Radio 4 (9.6.99)

### Télévision
- 1998: Post-Mortem: Egypt Uncovered, SC4/Discovery
- 1999 : Le mystère des momies : Cave Mummies of the Canary Islands, Union Pictures/Channel 4
- 1999: Face of the Pharaoh, MBC/National Geographic
- 2000 : Private Lives of the Pharaohs série en 3 parties, TV6/Channel 4
- 2000 : Face Values: the story of cosmetics, Black Inc./Discovery
- 2000 : The Oldest Mummies in the World: the Chinchorro, Cicada/Discovery
- 2001 : Terry Jones’ Hidden History of Egypt, Seventh Art/BBC
- 2001 : Terry Jones’ Surprising History of Sex and Love, Seventh Art/BBC
- 2002 : Qui a assassiné Toutankhamon : Révélations, Atlantic/Discovery/Channel 5
- 2002 : The Immortals of Ancient Sheba: the Yemeni Mummies, Juniper/National Geographic/Channel 4
- 2002 : The True Curse of the Mummy, Stone City Films/Channel 5
- 2002 : Pyramid (interactive), BBC Digital Channel
- 2003 : The Black Mummy of Libya, Fulcrum/Channel 5
- 2003 : Nefertiti Revealed, Atlantic/Discovery/Channel 5
- 2003 : Carvilius: the Mummy of Rome, GA&A/National Geographic
- 2003 : Ancient Egyptians, WalltoWall/Channel 4
- 2005 : Death In Sakkara, BBC Interactive
- 2005 : The Myth, the Magic and the Mummy’s Curse, BBC Interactive Museum exhibition
- 2006: Timewatch: Bog Bodies, BBC
- 2008: Mummy Forensics, 6 part series, History Channel
- 2011: Mummifying Alan : Egypt’s Last Secret, Blink/Channel 4/Discovery
- 2013: Ancient Egypt : Life and Death in the Valley of the Kings, BBC
- 2016: Immortal Egypt, BBC (série de 4 parties)

## Publications
- 1990 : 'The Nit-Picking Pharaohs', New Scientist, No.1718 (26.5.90), p. 24
- 1992 : 'Give Mummy a Wave: the Egyptian way to style hair', Hairdressers’ Journal International, Vol. 109, No. 5677, p. 16–17
- 1994 : 'Hairdressing, Cosmetics and Bodycare', in Clothing of the Pharaohs (ed. G. Vogelsang-Eastwood), Leiden
- 1997 : 'The Tattooed Mummies of Ancient Egypt', NILE Offerings I, Septembre 1997, p. 28–30
- 1998 : 'Oils and Perfumes in Ancient Egypt', British Museum Press, Londres
- 1998: 'Dance in Ancient Egypt', NILE Offerings, 2–3, p. 35–39
- 1999: Ancient Egypt: Art, Myth and Life, DBP Londres/New York
- 1999: An Ancient Egyptian Child, Working White, High Wycombe
- 2000: Egypt’s Sun King: Amenhotep III, DBP, Londres
- 2000: 'Strange Tales of Egyptian Hair', Egypt Revealed, 1, Fall, p. 36–41
- 2000: "Garments Fit for a King", The Guardian[13], (10.8.00), p. 12–13,
- 2001:  Son of the Gods: Alexander the Great, DBP, Londres
- 2001: 'Ancient Egypt' sections in National Geographic Guide to Egypt et Dorling Kindersley’s Eyewitness Travel Guide
- 2001 : 'Egypt From Warrior Women to Female Pharaohs: careers for women in ancient Egypt', BBC History[14]
- 2002: The Egyptian Book of Living and Dying, DBP Londres
- 2002: 'Ancient Egypt' section, Lonely Planet Guide to Egypt, Melbourne
- 2002: 'Unmasking the Gods', The Guardian[15]
- 2003: consultant, Exploring Ancient Civilisations Encyclopaedia, White-Thomson,  Brighton
- 2004: The Search for Nefertiti, Hodder & Stoughton, Londres
- 2004: 'Body Art and Tattooing', 'Clothing', 'Shoes and Wigs', 'Cosmetics and Perfumes', in The Seventy Great Inventions of the Ancient World, Thames & Hudson, Londres, p. 264–288
- 2005: 'The Decorated Body in Ancient Egypt: hairstyles, cosmetics and tattoos', in The Clothed Body in the Ancient World, (ed. L. Cleland), Oxford, p. 3–13
- 2005: Egypt, Ancient Civilizations: Illustrated Guide to Belief, Mythology and Art, London (DBP), p. 10–55
- 2006: 'Playing Games with Ancient Egypt', BBC History[16]
- 2007: 'Tattoos: The Ancient and Mysterious History', The Smithsonian Magazine[17]
- 2007: 'Who was Cleopatra?' The Smithsonian Magazine[18]
- 2008: Cleopatra the Great (Hodder & Stoughton)
- 2009: 'The Edward_Heron-Allen (en) Collection of Egyptian Scarabs', in Proceedings of 8th Heron-Allen Symposium 2008: Opusculum XII, p. 14–29
- 2010: Ancient Egypt: Art, Myth and Life (Rosen Publishing, New York)
- 2011: Cleopatra the Great (HarperCollins)
- 2011: 'Revisiting the Amarna Royals: Part 1', Shemu: the Egyptian Society of South Africa, vol. 15, no. 4, p. 1–3
- 2016: The Story of Egypt: The Civilization that Shaped the World (Pegasus Books)
- 2016: 'An Ancient Egyptian Wig: Construction and Reconstruction', Internet Archaeology 42[19]
- 2016: 'The Hair and Wig of Meryt: Grooming in the 18th Dynasty', Internet Archaeology 42[20]
- 2016: 'The Egyptian Hair Pin: practical, sacred, fatal', Internet Archaeology 42[21]